# 1. Fußball-Club Nürnberg Verein für Leibesübungen 2011-2012
Questa voce raccoglie le informazioni riguardanti lo  1. Fußball-Club Nürnberg Verein für Leibesübungen  nelle competizioni ufficiali della stagione calcistica 2011-2012.

## Stagione
Nella stagione 2011-2012 il Norimberga, allenato da Dieter Hecking, concluse il campionato di Bundesliga al 10º posto. In coppa di Germania il Norimberga fu eliminato ai ottavi di finale dal Greuther Fürth.

## Rosa
| N. |                        | Ruolo | Calciatore          |
| -- | ---------------------- | ----- | ------------------- |
| 22 | Rep. Ceca (bandiera)   | P     | Patrick Rakovsky    |
| 1  | Germania (bandiera)    | P     | Raphael Schäfer     |
| 30 | Germania (bandiera)    | P     | Alexander Stephan   |
| 32 | Germania (bandiera)    | P     | Benjamin Uphoff     |
| 26 | Stati Uniti (bandiera) | D     | Timothy Chandler    |
| 23 | Rep. Ceca (bandiera)   | D     | Adam Hloušek        |
| 15 | Svizzera (bandiera)    | D     | Timm Klose          |
| 6  | Slovenia (bandiera)    | D     | Dominic Maroh       |
| 3  | Svezia (bandiera)      | D     | Per Nilsson         |
| 25 | Argentina (bandiera)   | D     | Javier Pinola       |
| 21 | Germania (bandiera)    | D     | Marvin Plattenhardt |
| 38 | Germania (bandiera)    | D     | Philipp Wollscheid  |
| 5  | Germania (bandiera)    | C     | Hanno Balitsch      |
| 18 | Israele (bandiera)     | C     | Almog Cohen         |
| 20 | Germania (bandiera)    | C     | Daniel Didavi       |

| N. |                         | Ruolo | Calciatore        |
| -- | ----------------------- | ----- | ----------------- |
| 7  | Germania (bandiera)     | C     | Markus Feulner    |
| 17 | Germania (bandiera)     | C     | Mike Frantz       |
| 13 | Germania (bandiera)     | C     | Jens Hegeler      |
| 16 | Germania (bandiera)     | C     | Juri Judt         |
| 24 | RD del Congo (bandiera) | C     | Wilson Kamavuaka  |
| 27 | Germania (bandiera)     | C     | Markus Mendler    |
| 2  | Belgio (bandiera)       | C     | Timmy Simons      |
| 31 | Germania (bandiera)     | C     | Julian Wießmeier  |
| 28 | Germania (bandiera)     | C     | Manuel Zeitz      |
| 10 | Kosovo (bandiera)       | A     | Albert Bunjaku    |
| 8  | Germania (bandiera)     | A     | Christian Eigler  |
| 33 | Germania (bandiera)     | A     | Alexander Esswein |
| 14 | Slovacchia (bandiera)   | A     | Róbert Mak        |
| 9  | Rep. Ceca (bandiera)    | A     | Tomáš Pekhart     |

## Organigramma societario
Area tecnica
- Allenatore: Dieter Hecking
- Allenatore in seconda: Dirk Bremser, Armin Reutershahn
- Preparatore dei portieri: Adam Matysek
- Preparatori atletici: Andreas Beck, Günter Jonczyk

## Risultati

### Bundesliga

#### Girone di andata
| Arbitro: | Gagelmann |

|  |           |             |
|  | Marcatori | 80’ Pekhart |

| Arbitro: | Fritz |

|             |           |                                  |
| Pekhart 56’ | Marcatori | 16’ Abdellaoue 27’ (rig.) Rausch |

| Arbitro: | Zwayer |

|                                |           |  |
| Lewandowski 50’ Großkreutz 80’ | Marcatori |  |

| Arbitro: | Kinhöfer |

|             |           |  |
| Esswein 76’ | Marcatori |  |

| Arbitro: | Weiner |

|           |           |                               |
| Chihi 39’ | Marcatori | 31’ (rig.), 36’ (rig.) Simons |

| Arbitro: | Drees |

|                |           |           |
| Wollscheid 62’ | Marcatori | 24’ Ekici |

| Arbitro: | Kircher |

|                  |           |  |
| Daems 75’ (rig.) | Marcatori |  |

| Arbitro: | Gagelmann |

|                                |           |                                              |
| Feulner 5’ Mak 19’ Pekhart 82’ | Marcatori | 32’ Bungert 45’ Choupo-Moting 52’ Ivanschitz |

| Arbitro: | Welz |

|                           |           |            |
| Mandžukić 24’, 83’ (rig.) | Marcatori | 69’ Eigler |

| Arbitro: | Wingenbach |

|                           |           |                                |
| Simons 10’ Wollscheid 71’ | Marcatori | 61’ (rig.) Kuzmanović 84’ Maza |

| Arbitro: | Meyer |

|                                             |           |  |
| Gómez 2’, 68’ Schweinsteiger 19’ Ribéry 39’ | Marcatori |  |

| Arbitro: | Dingert |

|            |           |                                |
| Frantz 32’ | Marcatori | 34’ Rosenthal 90’ (rig.) Cissé |

| Arbitro: | Kircher |

|                                        |           |  |
| Huntelaar 12’, 65’ Raúl 38’ Holtby 84’ | Marcatori |  |

| Arbitro: | Welz |

|              |           |  |
| Chandler 13’ | Marcatori |  |

| Arbitro: | Kinhöfer |

|                         |           |  |
| Guerrero 24’ Jansen 62’ | Marcatori |  |

| Arbitro: | Drees |

|  |           |                   |
|  | Marcatori | 39’, 56’ Ibišević |

| Arbitro: | Schmidt |

|  |           |                                   |
|  | Marcatori | 8’ Didavi 22’ Hegeler 73’ Pekhart |

#### Girone di ritorno
| Arbitro: | Gagelmann |

|                       |           |  |
| Esswein 43’ Maroh 84’ | Marcatori |  |

| Arbitro: | Fritz |

|                |           |  |
| Abdellaoue 18’ | Marcatori |  |

| Arbitro: | Meyer |

|  |           |                      |
|  | Marcatori | 48’ Kehl 82’ Barrios |

| Augusta 12 febbraio 2012, ore 15:30 CET 21ª giornata | Augusta | 0 – 0 referto | Norimberga | SGL Arena (30 660 spett.)\| Arbitro: \| Drees \| |
| Arbitro:                                             | Drees   |               |            |                                                  |

| Arbitro: | Dingert |

|                         |           |               |
| Esswein 28’ Pekhart 85’ | Marcatori | 66’ Novakovič |

| Arbitro: | Zwayer |

|  |           |             |
|  | Marcatori | 65’ Esswein |

| Arbitro: | Welz |

|             |           |  |
| Bunjaku 87’ | Marcatori |  |

| Arbitro: | Kinhöfer |

|                     |           |            |
| Müller 1’ Zidan 23’ | Marcatori | 64’ Didavi |

| Arbitro: | Winkmann |

|           |           |                               |
| Didavi 9’ | Marcatori | 15’ Mandžukić 24’, 54’ Helmes |

| Arbitro: | Dingert |

|           |           |  |
| Cacau 78’ | Marcatori |  |

| Arbitro: | Zwayer |

|  |           |            |
|  | Marcatori | 69’ Robben |

| Arbitro: | Kinhöfer |

|                                  |           |                       |
| Caligiuri 53’ (rig.) Makiadi 79’ | Marcatori | 8’ Didavi 45’ Pekhart |

| Arbitro: | Meyer |

|                                                |           |            |
| Balitsch 25’ Simons 37’ (rig.) Didavi 45’, 87’ | Marcatori | 85’ Holtby |

| Arbitro: | Fritz |

|  |           |                        |
|  | Marcatori | 43’ Didavi 73’ Pekhart |

| Arbitro: | Gagelmann |

|            |           |         |
| Didavi 64’ | Marcatori | 59’ Son |

| Arbitro: | Kircher |

|                        |           |                             |
| Beck 22’ Braafheid 89’ | Marcatori | 10’, 72’ Pekhart 45’ Didavi |

| Arbitro: | Winkmann |

|         |           |                                    |
| Mak 58’ | Marcatori | 6’, 32’, 89’ Kießling 77’ Schürrle |

### Coppa di Germania
| Arbitro: | Grudzinski |

|           |           |                                           |
| Jerat 15’ | Marcatori | 26’, 35’, 39’ Feulner 64’ Mak 71’ Pekhart |

| Arbitro: | Kinhöfer |

|           |           |                           |
| König 78’ | Marcatori | 64’ Esswein 68’ Wießmeier |

| Arbitro: | Kircher |

|  |           |          |
|  | Marcatori | 15’ Prib |

## Statistiche

### Statistiche di squadra
| Competizione      | Punti | In casa | In casa | In casa | In casa | In casa | In casa | In trasferta | In trasferta | In trasferta | In trasferta | In trasferta | In trasferta | Totale | Totale | Totale | Totale | Totale | Totale | DR  |
| Competizione      | Punti | G       | V       | N       | P       | Gf      | Gs      | G            | V            | N            | P            | Gf           | Gs           | G      | V      | N      | P      | Gf     | Gs     | DR  |
| ----------------- | ----- | ------- | ------- | ------- | ------- | ------- | ------- | ------------ | ------------ | ------------ | ------------ | ------------ | ------------ | ------ | ------ | ------ | ------ | ------ | ------ | --- |
| Bundesliga        | 42    | 17      | 6       | 4       | 7       | 22      | 25      | 17           | 6            | 2            | 9            | 16           | 24           | 34     | 12     | 6      | 16     | 38     | 49     | -11 |
| Coppa di Germania | -     | 1       | 0       | 0       | 1       | 0       | 1       | 2            | 2            | 0            | 0            | 7            | 2            | 3      | 2      | 0      | 1      | 7      | 3      | +4  |
| Totale            | -     | 18      | 6       | 4       | 8       | 22      | 26      | 19           | 8            | 2            | 9            | 23           | 26           | 37     | 14     | 6      | 17     | 45     | 52     | -7  |

### Andamento in campionato
| Giornata  | 1 | 2 | 3  | 4  | 5 | 6 | 7 | 8  | 9  | 10 | 11 | 12 | 13 | 14 | 15 | 16 | 17 | 18 | 19 | 20 | 21 | 22 | 23 | 24 | 25 | 26 | 27 | 28 | 29 | 30 | 31 | 32 | 33 | 34 |
| --------- | - | - | -- | -- | - | - | - | -- | -- | -- | -- | -- | -- | -- | -- | -- | -- | -- | -- | -- | -- | -- | -- | -- | -- | -- | -- | -- | -- | -- | -- | -- | -- | -- |
| Luogo     | T | C | T  | C  | T | C | T | C  | T  | C  | T  | C  | T  | C  | T  | C  | T  | C  | T  | C  | T  | C  | T  | C  | T  | C  | T  | C  | T  | C  | T  | C  | T  | C  |
| Risultato | V | P | P  | V  | V | N | P | N  | P  | N  | P  | P  | P  | V  | P  | P  | V  | V  | P  | P  | N  | V  | V  | V  | P  | P  | P  | P  | N  | V  | V  | N  | V  | P  |
| Posizione | 7 | 9 | 12 | 10 | 7 | 8 | 9 | 11 | 13 | 13 | 14 | 15 | 16 | 14 | 15 | 16 | 15 | 12 | 13 | 14 | 14 | 12 | 10 | 9  | 9  | 10 | 11 | 12 | 12 | 12 | 11 | 11 | 10 | 10 |

Legenda:

Luogo: C = Casa; T = Trasferta. Risultato: V = Vittoria; N = Pareggio; P = Sconfitta.

### Statistiche dei giocatori
| Giocatore       | Bundesliga | Bundesliga | Bundesliga  | Bundesliga | Coppa di Germania | Coppa di Germania | Coppa di Germania | Coppa di Germania | Totale   | Totale | Totale      | Totale     |
| Giocatore       | Presenze   | Reti       | Ammonizioni | Espulsioni | Presenze          | Reti              | Ammonizioni       | Espulsioni        | Presenze | Reti   | Ammonizioni | Espulsioni |
| --------------- | ---------- | ---------- | ----------- | ---------- | ----------------- | ----------------- | ----------------- | ----------------- | -------- | ------ | ----------- | ---------- |
| P. Rakovsky     | 2          | 0          | 1           | 0          | -                 | -                 | -                 | -                 | 2        | 0      | 1           | 0          |
| R. Schäfer      | 25         | 0          | 4           | 0          | 2                 | 0                 | 0                 | 0                 | 27       | 0      | 4           | 0          |
| A. Stephan      | 8          | 0          | 1           | 0          | 1                 | 0                 | 0                 | 0                 | 9        | 0      | 1           | 0          |
| B. Uphoff       | -          | -          | -           | -          | -                 | -                 | -                 | -                 | -        | -      | -           | -          |
| T. Chandler     | 30         | 1          | 5           | 1          | 3                 | 0                 | 0                 | 0                 | 33       | 1      | 5           | 1          |
| A. Hloušek      | 11         | 0          | 2           | 0          | -                 | -                 | -                 | -                 | 11       | 0      | 2           | 0          |
| T. Klose        | 13         | 0          | 2           | 0          | 1                 | 0                 | 0                 | 0                 | 14       | 0      | 2           | 0          |
| D. Maroh        | 21         | 1          | 3           | 0          | 2                 | 0                 | 1                 | 0                 | 23       | 1      | 4           | 0          |
| P. Nilsson      | 5          | 0          | 1           | 0          | -                 | -                 | -                 | -                 | 5        | 0      | 1           | 0          |
| J. Pinola       | 17         | 0          | 4           | 0          | 1                 | 0                 | 0                 | 0                 | 18       | 0      | 4           | 0          |
| M. Plattenhardt | 9          | 0          | 1           | 0          | 2                 | 0                 | 1                 | 0                 | 11       | 0      | 2           | 0          |
| P. Wollscheid   | 33         | 2          | 5           | 0          | 3                 | 0                 | 0                 | 0                 | 36       | 2      | 5           | 0          |
| H. Balitsch     | 12         | 1          | 5           | 0          | -                 | -                 | -                 | -                 | 12       | 1      | 5           | 0          |
| A. Cohen        | 24         | 0          | 5           | 0          | 2                 | 0                 | 0                 | 0                 | 26       | 0      | 5           | 0          |
| D. Didavi       | 23         | 9          | 0           | 0          | 2                 | 0                 | 0                 | 0                 | 25       | 9      | 0           | 0          |
| M. Feulner      | 28         | 1          | 10          | 0          | 2                 | 3                 | 1                 | 0                 | 30       | 4      | 11          | 0          |
| M. Frantz       | 13         | 1          | 3           | 0          | -                 | -                 | -                 | -                 | 13       | 1      | 3           | 0          |
| J. Hegeler      | 31         | 1          | 1           | 0          | 3                 | 0                 | 0                 | 0                 | 34       | 1      | 1           | 0          |
| J. Judt         | 2          | 0          | 1           | 0          | -                 | -                 | -                 | -                 | 2        | 0      | 1           | 0          |
| W. Kamavuaka    | 5          | 0          | 0           | 0          | -                 | -                 | -                 | -                 | 5        | 0      | 0           | 0          |
| M. Mendler      | 7          | 0          | 0           | 0          | 2                 | 0                 | 0                 | 0                 | 9        | 0      | 0           | 0          |
| T. Simons       | 34         | 4          | 4           | 0          | 3                 | 0                 | 0                 | 0                 | 37       | 4      | 4           | 0          |
| J. Wießmeier    | 8          | 0          | 1           | 0          | 1                 | 1                 | 0                 | 0                 | 9        | 1      | 1           | 0          |
| M. Zeitz        | -          | -          | -           | -          | -                 | -                 | -                 | -                 | -        | -      | -           | -          |
| A. Bunjaku      | 17         | 1          | 0           | 0          | 2                 | 0                 | 0                 | 0                 | 19       | 1      | 0           | 0          |
| C. Eigler       | 23         | 1          | 3           | 0          | 2                 | 0                 | 0                 | 0                 | 25       | 1      | 3           | 0          |
| A. Esswein      | 26         | 4          | 3           | 0          | 3                 | 1                 | 1                 | 0                 | 29       | 5      | 4           | 0          |
| R. Mak          | 17         | 2          | 1           | 0          | 2                 | 1                 | 0                 | 0                 | 19       | 3      | 1           | 0          |
| T. Pekhart      | 31         | 9          | 6           | 1          | 3                 | 1                 | 0                 | 0                 | 34       | 10     | 6           | 1          |